# Вильоннёр
Вильоннёр (фр. Vilhonneur) — коммуна во Франции, находится в регионе Пуату — Шаранта. Департамент — Шаранта. Входит в состав кантона Ла-Рошфуко. Округ коммуны — Ангулем.
Код INSEE коммуны — 16406.
Коммуна расположена приблизительно в 390 км к юго-западу от Парижа, в 105 км южнее Пуатье, в 21 км к востоку от Ангулема.

## Население
Население коммуны на 2008 год составляло 335 человек.
| 1962 | 1968 | 1975 | 1982 | 1990 | 1999 | 2008 |
| ---- | ---- | ---- | ---- | ---- | ---- | ---- |
| 294  | 286  | 286  | 319  | 318  | 276  | 335  |

## Администрация
| Период | Период | Фамилия         | Партия | Примечания |
| ------ | ------ | --------------- | ------ | ---------- |
| 1997   | 2008   | Анри де Марселю |        |            |
| 2008   |        | Вивиан Варно    |        |            |

## Экономика
В 2007 году среди 213 человек в трудоспособном возрасте (15—64 лет) 152 были экономически активными, 61 — неактивными (показатель активности — 71,4 %, в 1999 году было 67,6 %). Из 152 активных работали 132 человека (70 мужчин и 62 женщины), безработных было 20 (10 мужчин и 10 женщин). Среди 61 неактивных 15 человек были учениками или студентами, 26 — пенсионерами, 20 были неактивными по другим причинам.

## Достопримечательности
- Замок Вильоннёр[фр.] (XIV век). Исторический памятник с 1966 года[3]
- Приходская церковь Сен-Пьер
- Усадьба Рошбертье (XVI век). Исторический памятник с 1986 года[4]
- Доисторическая стоянка Буа-дю-Рок. Исторический памятник с 1991 года[5]
- Доисторическая стоянка в пещере Плакар[фр.]. Исторический памятник с 1989 года[6]
- Пещера Визаж[фр.], была обнаружена спелеологами в ноябре 2005 года

## Фотогалерея

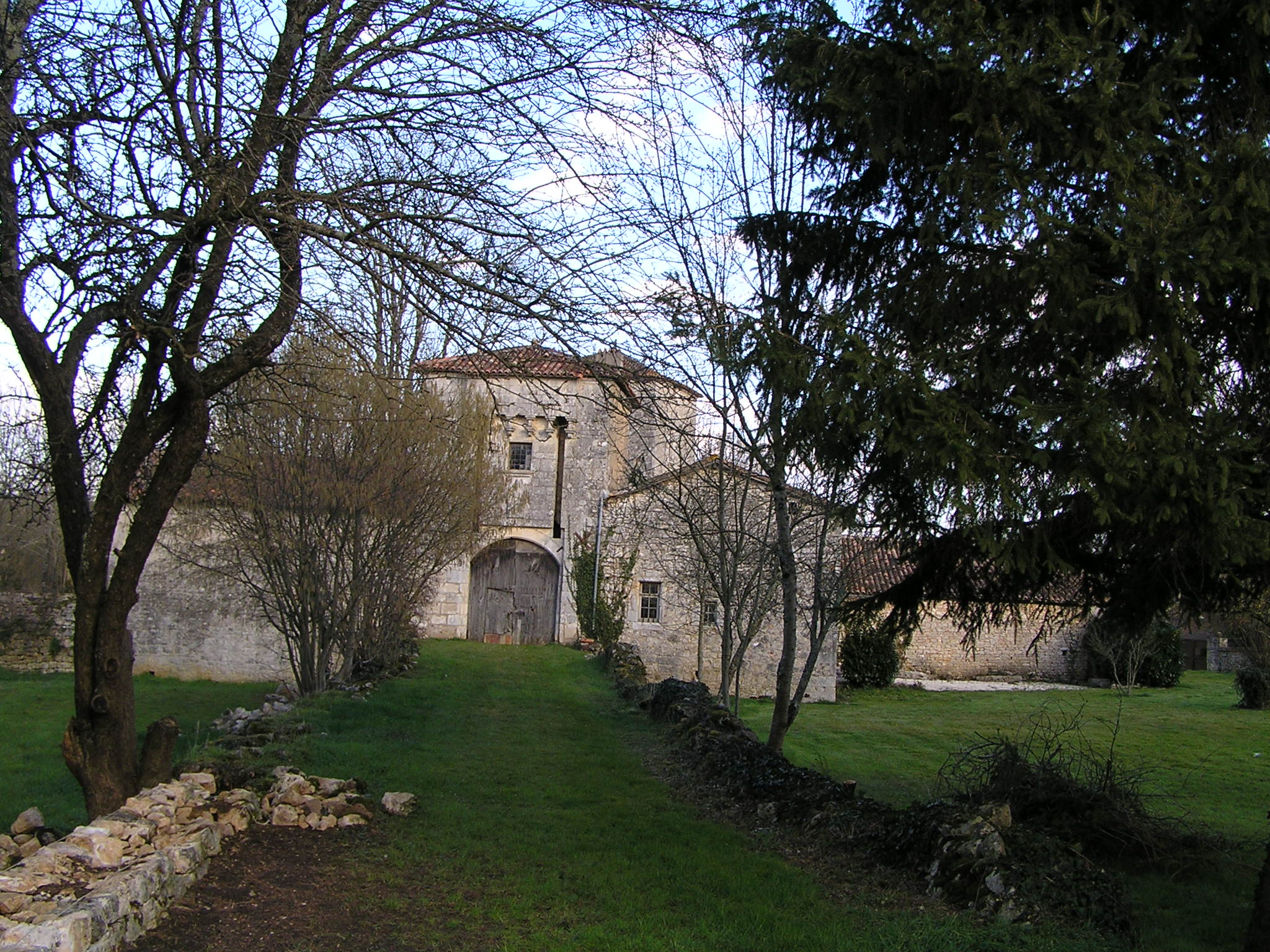
Замок Вильоннёр
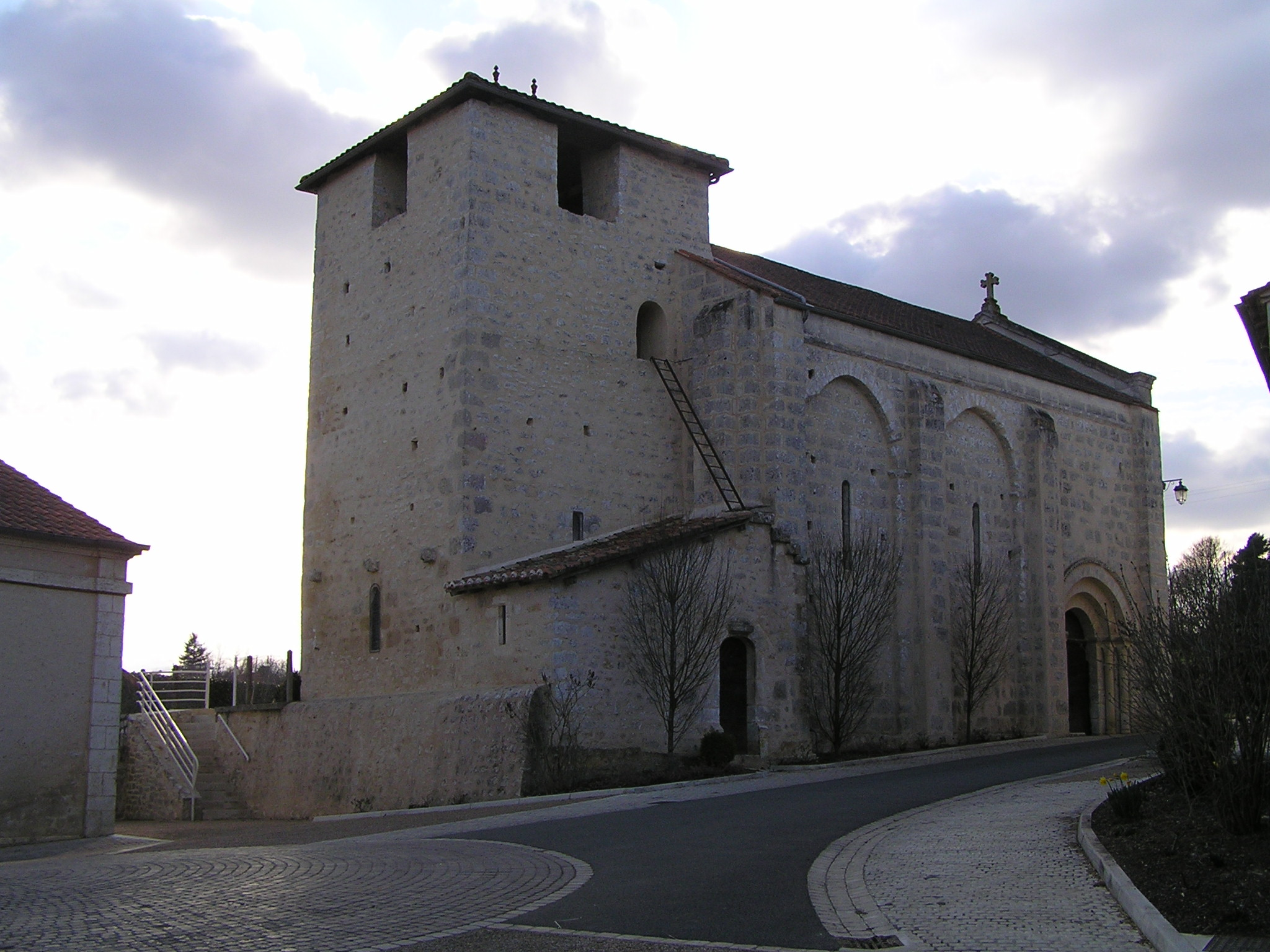
Церковь Сен-Пьер
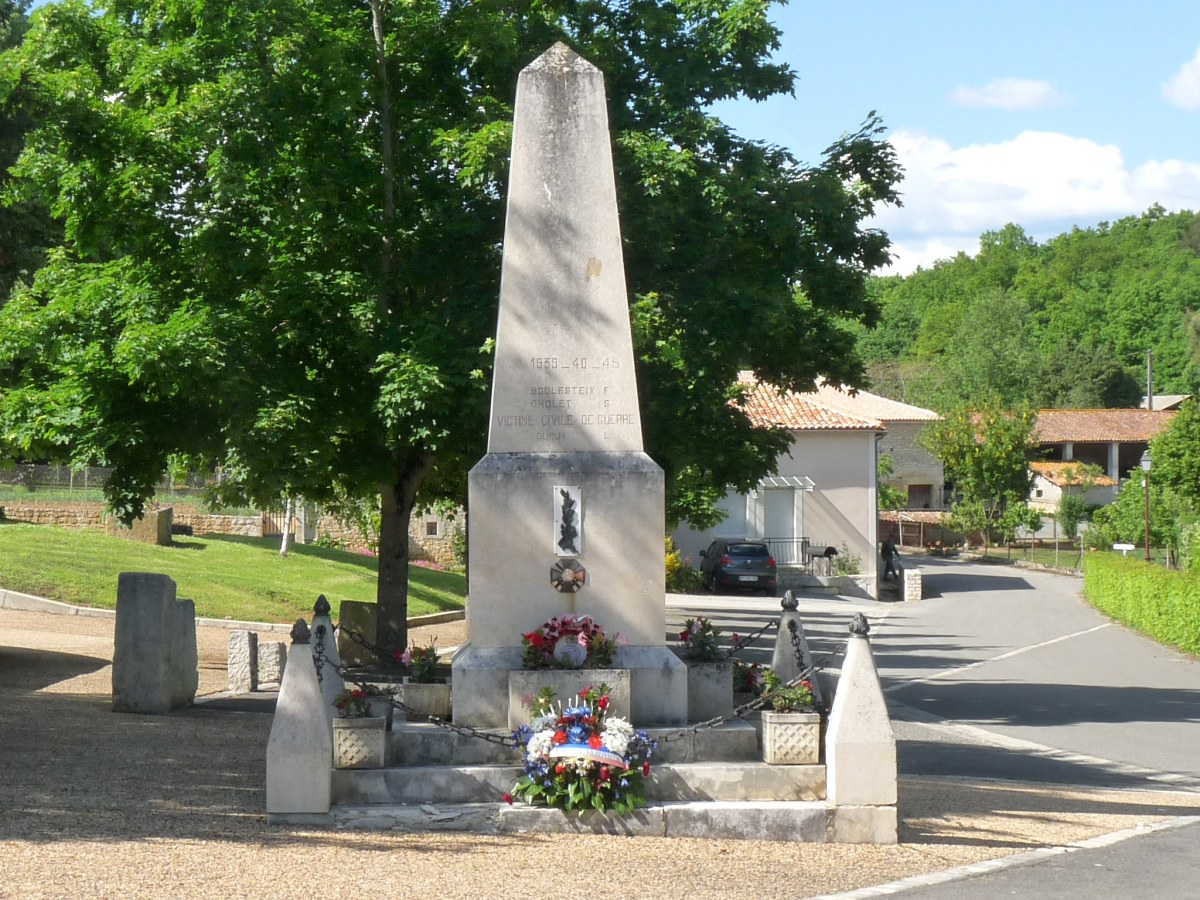
Военный мемориал
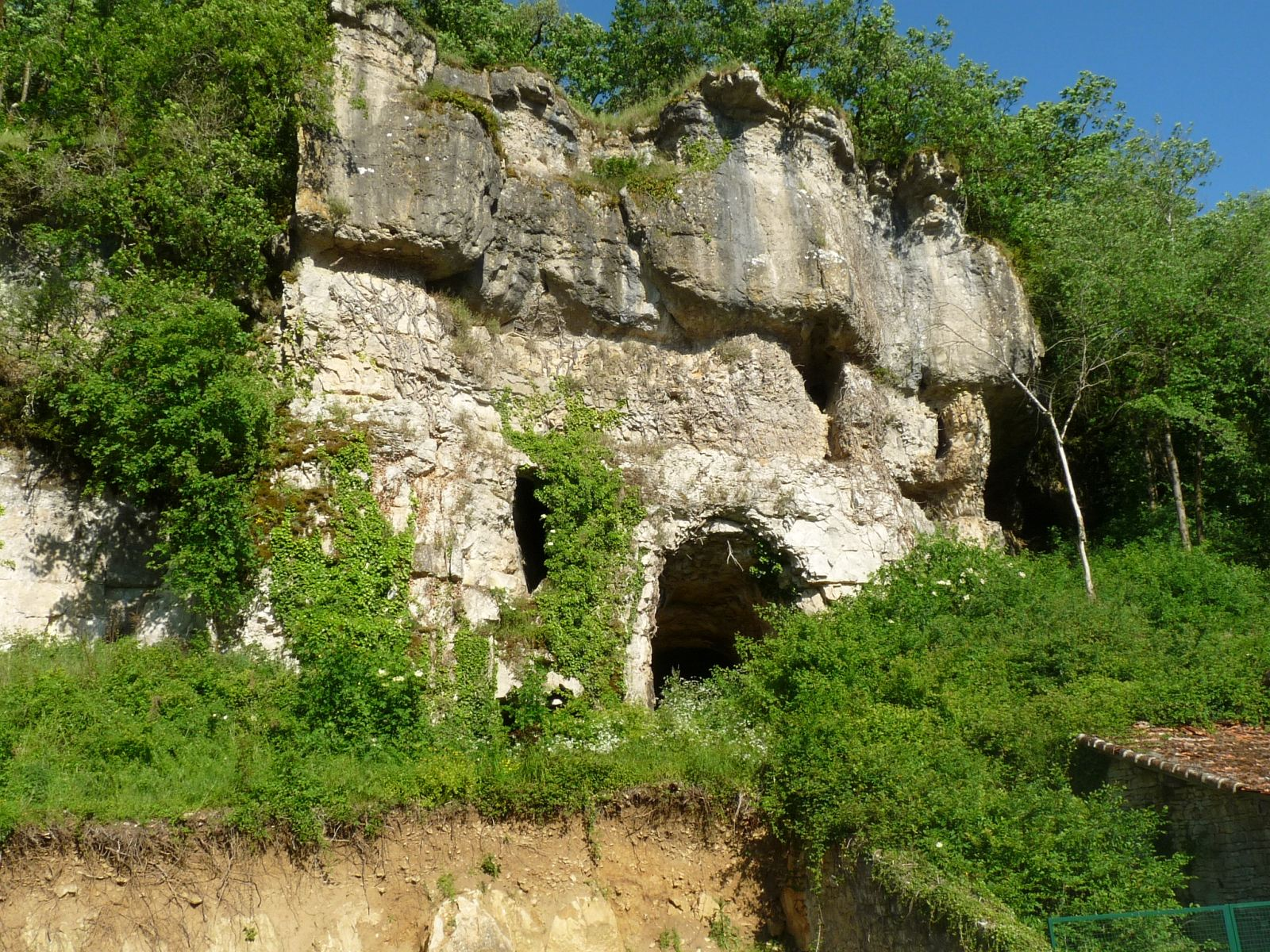
Пещера Плакар